# Pristimantis bogotensis
Pristimantis bogotensis är en groddjursart som först beskrevs av Peters 1863.  Pristimantis bogotensis ingår i släktet Pristimantis och familjen Strabomantidae. IUCN kategoriserar arten globalt som livskraftig. Inga underarter finns listade i Catalogue of Life.